# Gedung Saté

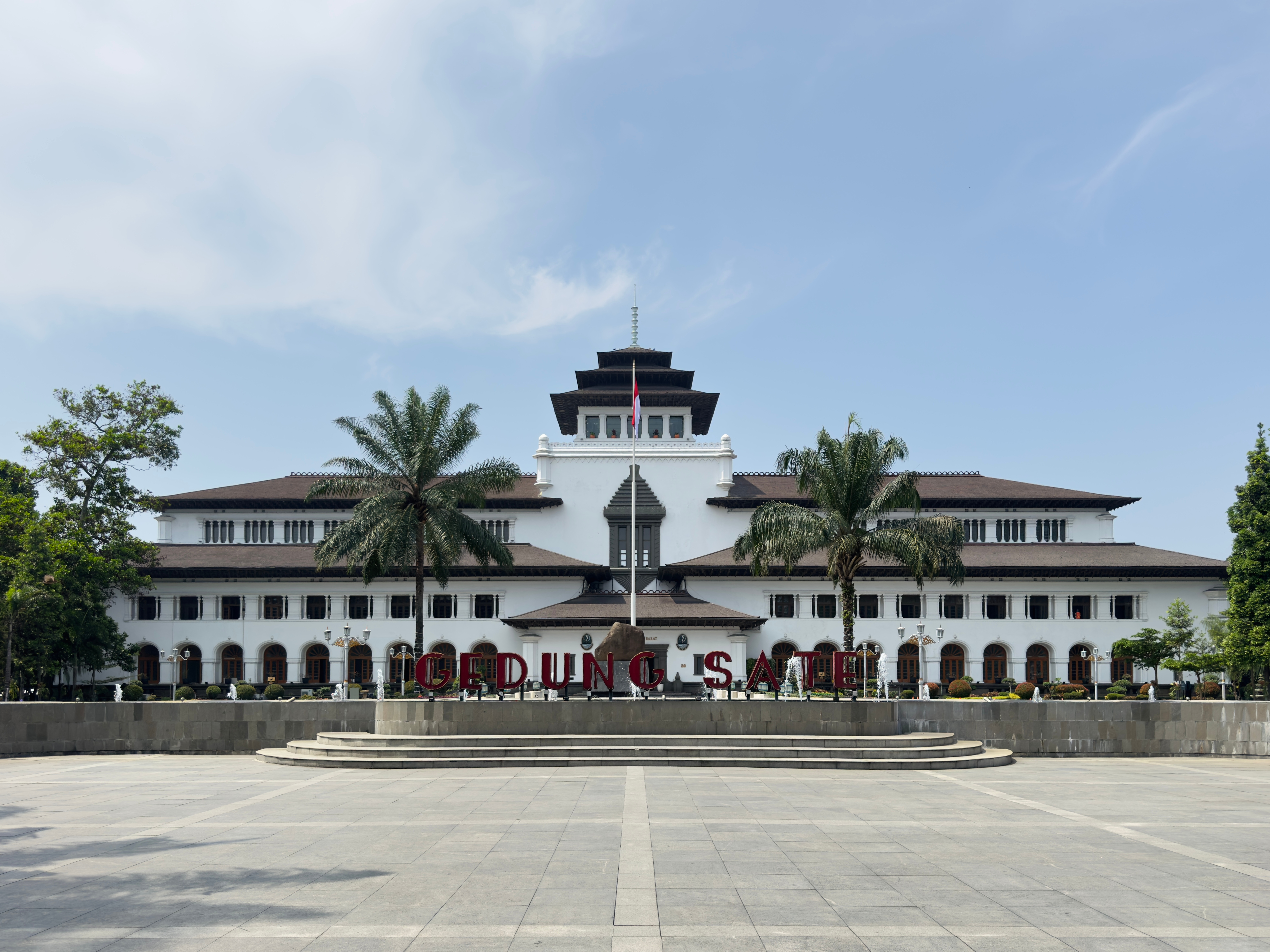
Gedung Sate

Het Gedung Saté (Saté-gebouw) is een gebouw in de Javaanse stad Bandung.
Het is gebouwd in 1920 in neoclassicistische stijl met Indische invloeden. Architect was J. Gerber, die onder andere ook de watertoren van Dirksland ontwierp.
In de koloniale tijd was in dit gebouw het Departement van Gouvernementsbedrijven van Nederlands-Indië gevestigd, dat in de jaren 1930 werd omgedoopt tot Departement van Verkeer en Waterstaat.
Later werd Gedung Saté het gouvernementsgebouw van de provincie West-Java. Het is ook een museum.
De naam is een verwijzing naar de vorm van de pinakel boven de hoofdingang. Samen met de vlaggenmast lijkt deze op een saté-stokje.